# کینگفیشر (اکلاهما)
کینگفیشر (به انگلیسی: Kingfisher) شهری در ایالت اکلاهما کشور ایالات متحده آمریکا است که جمعیت آن در سرشماری سال ۲۰۱۰ میلادی، ۴٬۶۳۳ نفر بوده‌است.